# 9024 Gunnargraps
9024 Gunnargraps è un asteroide della fascia principale. Scoperto nel 1988, presenta un'orbita caratterizzata da un semiasse maggiore pari a 2,2500062 UA e da un'eccentricità di 0,1669816, inclinata di 2,52049° rispetto all'eclittica.